# Berat (ciutat d'Albània)
Berat -en albanès, Berat o Berati- és una ciutat d'Albània i és la capital del districte de Berat i del comtat de Berat.
Durant el règim comunista, se la va conèixer com «la ciutat de mil finestres» o com la ciutat museu. A causa de la seva protecció, els barris històrics van ser protegits de la construcció de nous edificis. Berat té tres nuclis antics: Mangalem, Gorica i Kalaja (castell) i moltes mesquites i esglésies, un dels objectes d'interès més importants del país. També és seu d'un bisbat ortodox i la capital del comtat amb el mateix nom. La seva població era de 47.179 habitants el 2006.
Forma part del Patrimoni Mundial de la Humanitat declarat per la UNESCO, del qual també en formen part Gjirokastra i Butrot.